# تاماگوکاکه گوهان

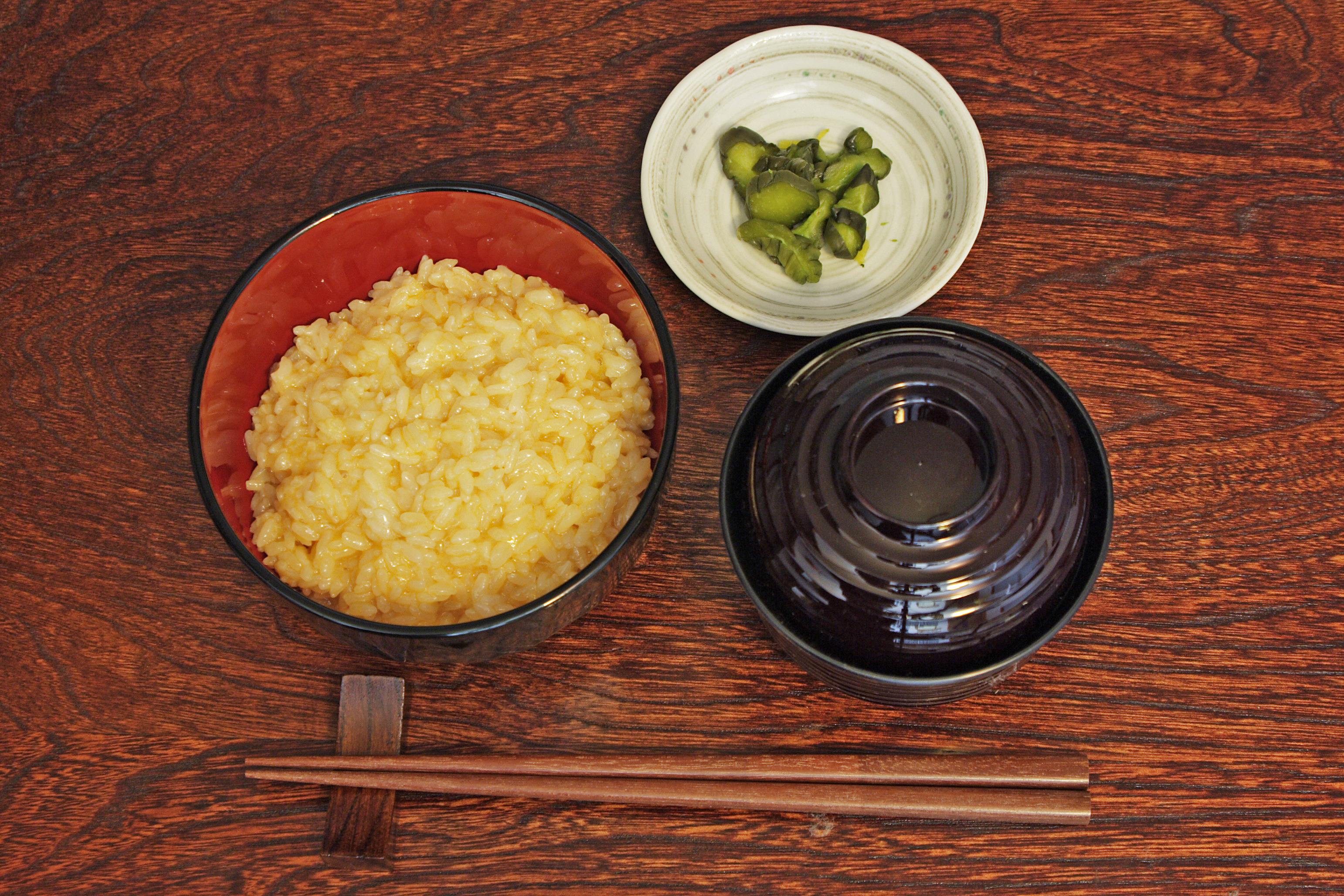
تاماگوکاکه گوهان و سوپ میسو

تاماگوکاکه گوهان (به ژاپنی: 卵かけご飯、たまごかけごはん Tamagokake) به یک نوع غذای برنجی در آشپزی ژاپنی گفته می‌شود. در این نوع غذا  گوهان (برنج ژاپنی) به همراه تخم مرغ خام بهم زده می‌شود و به عنوان چاشنی از سس سویا استفاده می‌شود. 

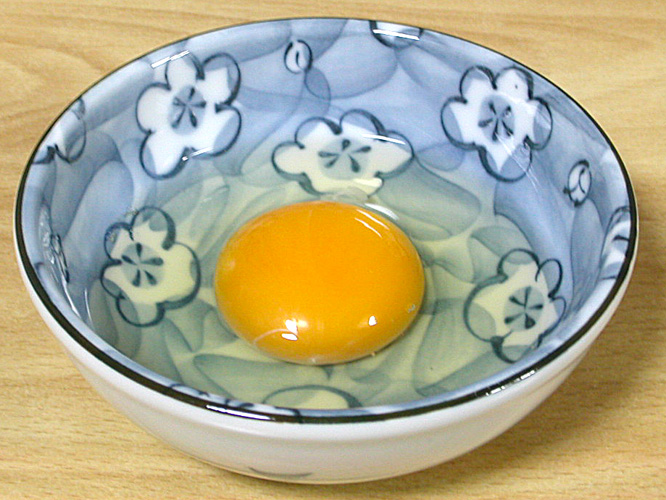
۱.یک تخم‌مرغ تازه را در داخل ظرف بشکنید.
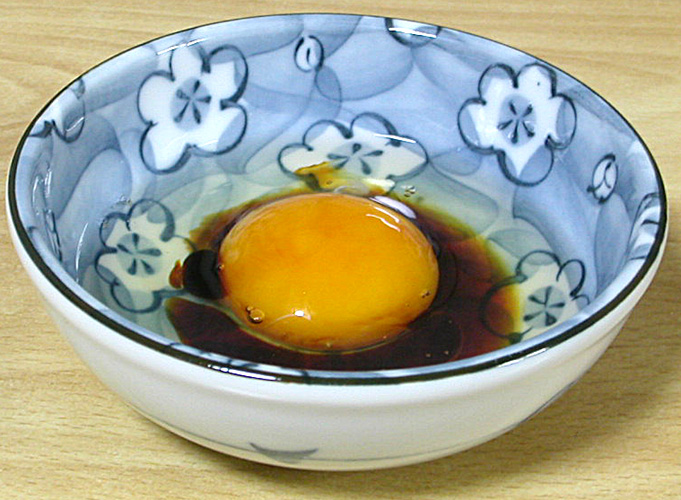
۲. کمی سس سویا به تخم مرغ بیفزایید.
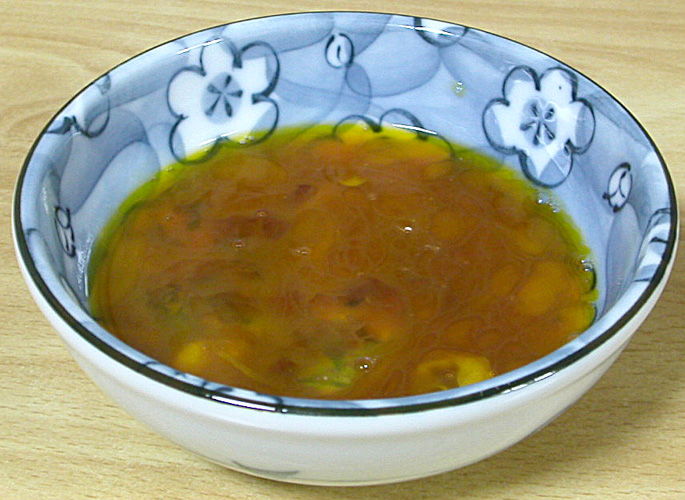
۳. سس سویا و تخم مرغ را بهم بزنید.
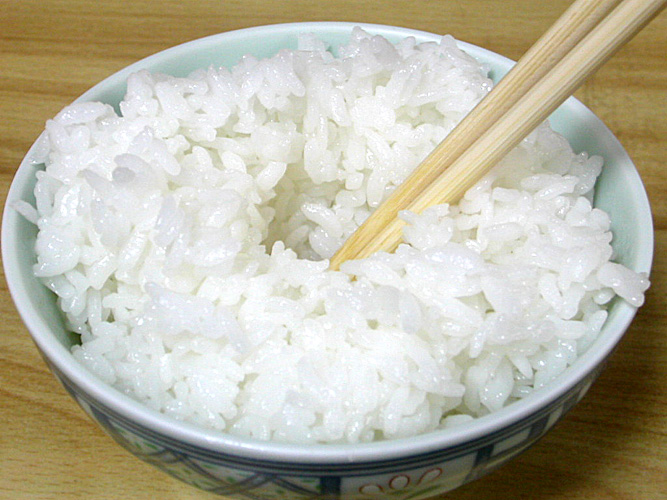
۴. یک گودی در داخل گوهان به وجود بیاورید.
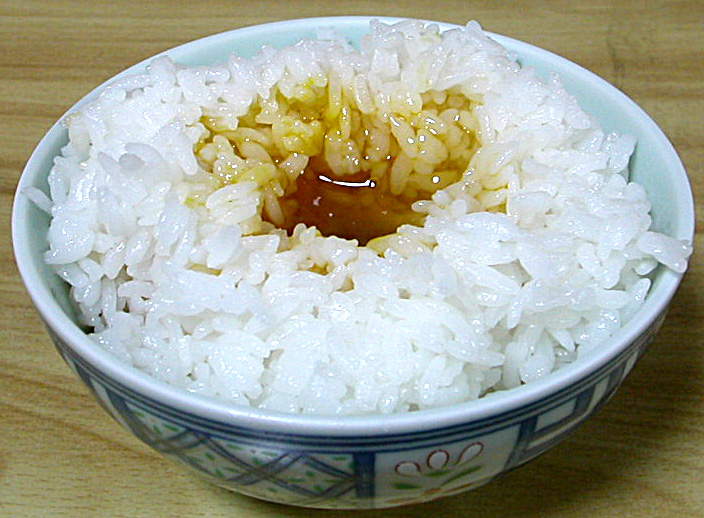
۵. مخلوط تخم مرغ و سس سویا را در داخل این گودی بریزید.
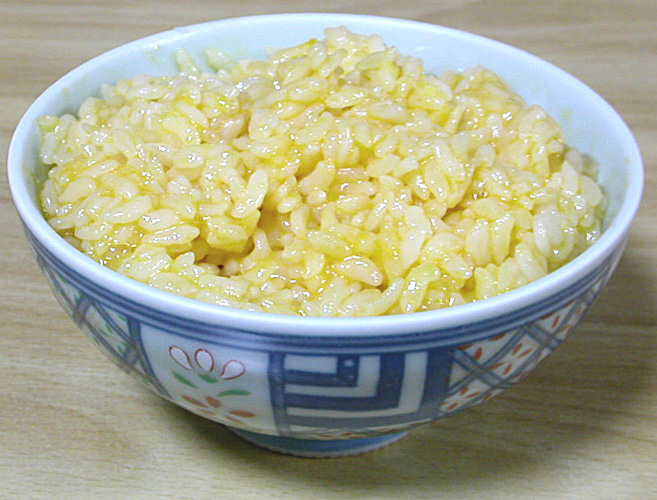
۶. مواد را با گوهان (برنج) مخلوط کنید. محصول رنگی زرد دارد.